# 孙端夫
孙端夫（1911年—1974年6月8日），原名孙正谊，山东曹县人。中国人民解放军将领、中国人民解放军开国少将。

## 生平
1935年参加一二·九运动，后领导天福山起义，任北海军分区司令员。1947年，任华东野战军第九纵队27师师长，参加孟良崮战役。之后改为中国人民解放军第27军81师，参加上海战役。朝鲜战役期间，参加长津湖战役，后任中国人民解放军27军军长。1955年，授予中国人民解放军少将。